# Shevah Weiss
Shevah Weiss (Boryslav (Oblast Lviv), 5 juli 1935 – Tel Aviv, 3 februari 2023) was een Israëlisch politiek wetenschapper en politicus.

## Levensloop
Weiss werd op 5 juli 1935 in Borysław (Tweede Poolse Republiek) geboren (het huidige Boryslav in Oekraïne) in een Pools-Joodse familie. Tijdens de Tweede Wereldoorlog werd Weiss gered door Oekraïners, maar moest wel als dwangarbeider werken. Als overlevende van de Holocaust emigreerde hij in 1947 met zijn familie naar Palestina. Hij studeerde af aan de Hebreeuwse Universiteit van Jeruzalem met een BA in internationale betrekkingen in 1961, voordat hij een MA in politicologie en hedendaagse Joodse studies deed. Later behaalde hij zijn PhD. In 1975 werd hij professor aan de Universiteit van Haifa.
Hij was lid van de raad van bestuur van de gemeente Haifa tussen 1969 en 1981, toen hij als lid van de Alignment in de Knesset werd gekozen. Tussen 1988 en 1992 was hij vice-voorzitter van de Knesset en tussen 1992 en 1996 was hij de voorzitter (names de Arbeidspartij). Hij verloor zijn zetel bij de verkiezingen van 1999.
In 2000 werd hij voorzitter van de Yad Vashem Council. Van 2001 tot 2003 was hij Israëlische ambassadeur in Polen. Op 4 januari 2004 kende president Aleksander Kwaśniewski hem voor zijn bijdrage aan de samenwerking tussen Polen en Israël het Grootkruis (1e klasse) van de Orde van Verdienste van de Republiek Polen toe.
Weiss overleed op 3 februari 2023 op 87-jarige leeftijd.
- Bibliothèque nationale de France: cb150629242 (data)
- Gemeinsame Normdatei: 128775106
- International Standard Name Identifier: 0000 0000 7846 9715
- Library of Congress Control Number: n82147336
- Nationale Bibliotheek van Tsjechië: js20181001379
- Nationale Bibliotheek van Israël: 987007269841105171
- Système universitaire de documentation: 192872532
- Virtual International Authority File: 102064775
- WorldCat: E39PBJrWCxhXcfvTVWfTBr9hpP